# Albera (Monzambano)
Albera es una localidad del municipio de Monzambano, provincia de Mantua, región de Lombardía, Italia.
Según estimaciones de 2011, tenía 15 habitantes. El asentamiento está ubicado a una altitud de 114 m s. n. m.